# Federação de Voleibol das Bahamas
A Federação de Voleibol das Bahamas  (em inglêsːBahamas Volleyball Federation,BVF) é  uma organização fundada em 1968 que governa a pratica de voleibol nas Bahamas, sendo membro da Federação Internacional de Voleibol e da Confederação da América do Norte, Central e Caribe de Voleibol, a entidade é responsável por  organizar  os campeonatos nacionais de  voleibol masculino e feminino no país.